# Lasioglossum dashwoodi
Lasioglossum dashwoodi (лат.) — вид одиночных пчёл рода Lasioglossum из семейства Halictidae. Назван в честь канадского эколога George Dashwood Sr.

## Распространение
Северная Америка: Канада, США.

## Описание
Мелкие пчёлы длиной около 5 мм. Самки от 5,32 до 6,29 мм. Голова и грудь от голубовато-зеленого до золотисто-зелёного с металлическим блеском; апикальная половина клипеуса черно-коричневая. Длина переднего крыла самок 4,36—4,42 мм. В переднем крыле 3 субмаргинальные ячейки. Одиночные пчёлы, гнездятся в почве. Вид был впервые описан в 2010 году канадским энтомологом Джейсоном Гиббсом (Jason Gibbs, Йоркский университет, Department of Biology, Торонто, Канада) и отнесён к подроду Dialictus. Назван по имени учёного. Кормовые растения неизвестны.